# Tmarus spicatus
Tmarus spicatus là một loài nhện trong họ Thomisidae.
Loài này thuộc chi Tmarus. Tmarus spicatus được Guo Tang & S. Q. Li miêu tả năm 2009.